# Prosthogonimus macrorchis
Prosthogonimus macrorchis är en plattmaskart. Prosthogonimus macrorchis ingår i släktet Prosthogonimus och familjen Prosthogonimidae. Inga underarter finns listade i Catalogue of Life.